# Recht am Bild der eigenen Sache

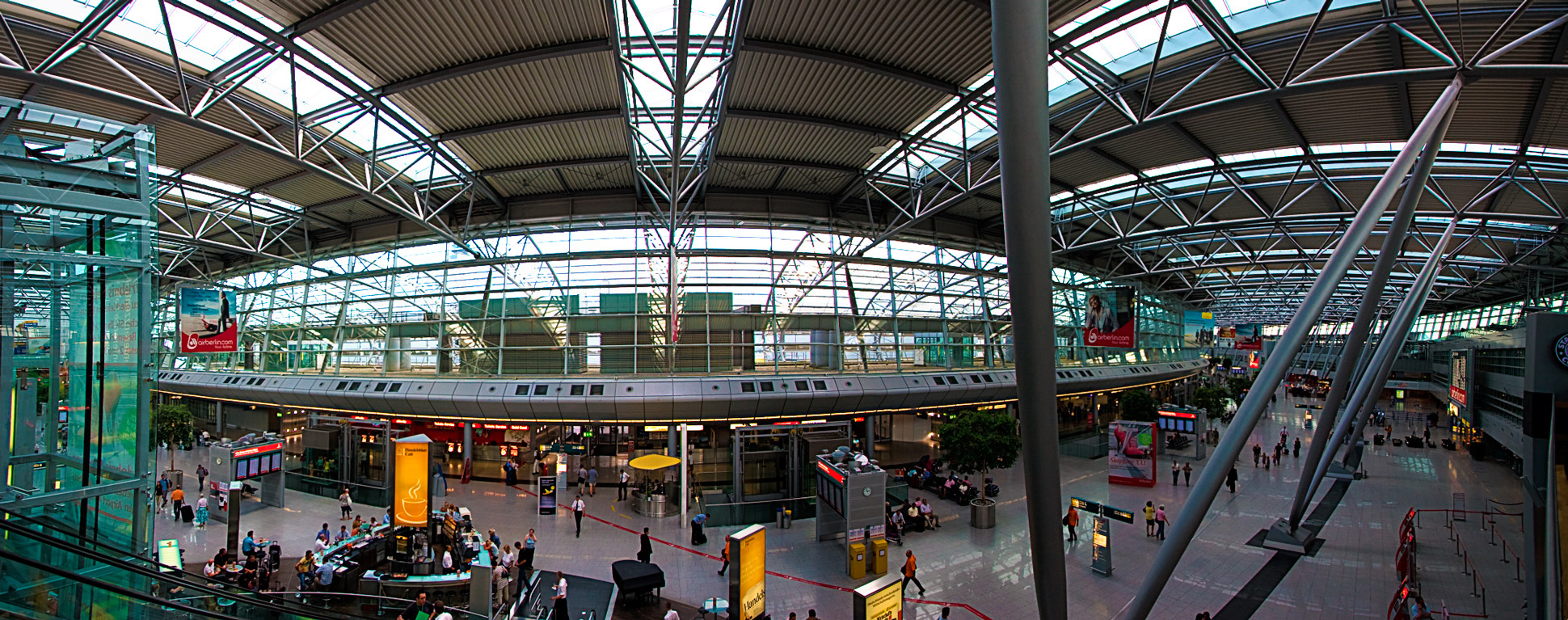
Privatgelände und doch frei zu fotografieren – Flughafen Düsseldorf

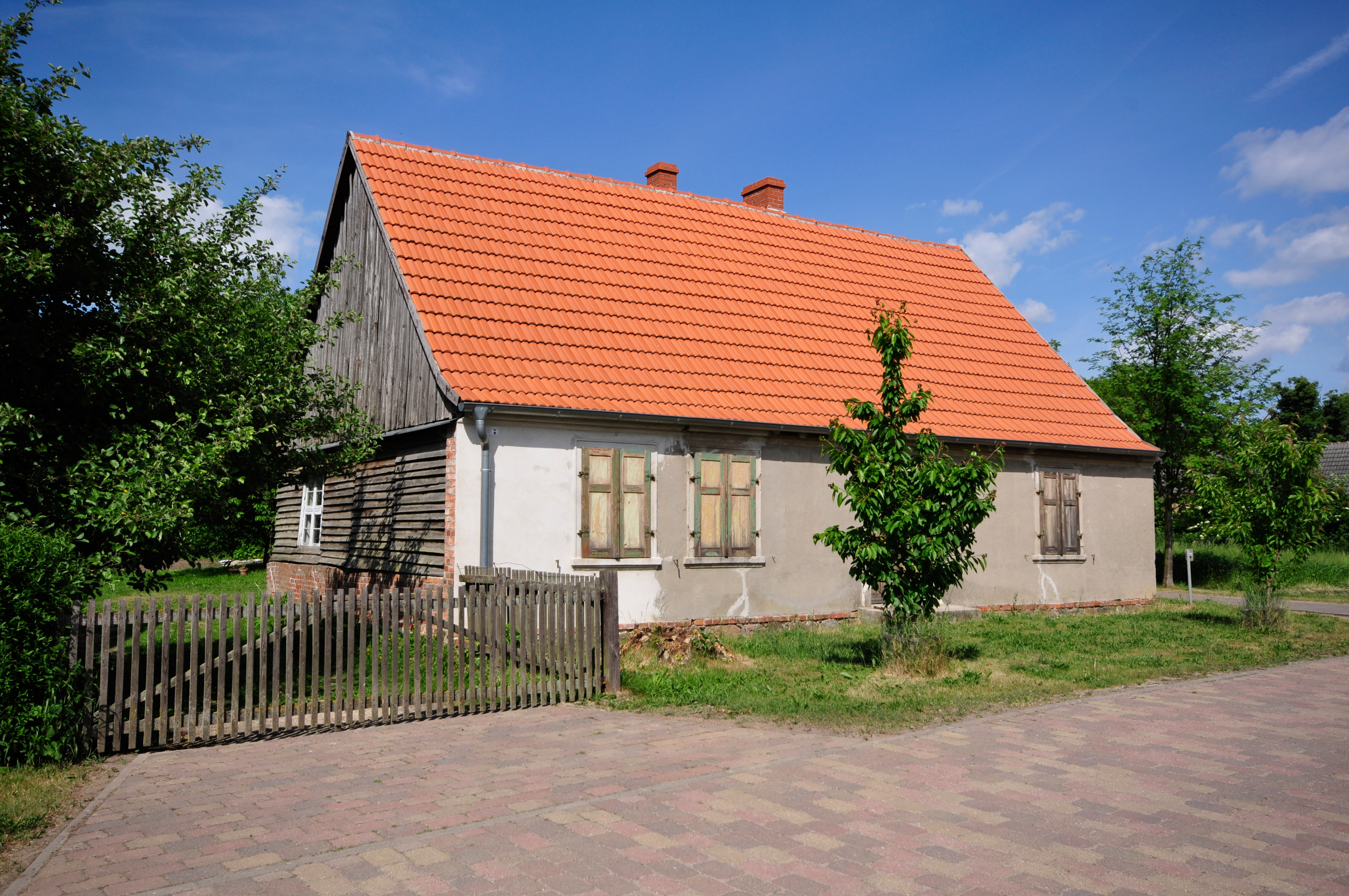
Baudenkmal Wohnhaus Springende 7 in 16278 Biesenbrow; Privatgebäude, von öffentlicher Verkehrsfläche aus fotografiert: der Hauseigentümer hat kein Recht, darüber zu entscheiden, ob Fotos von seinem Haus veröffentlicht werden. Das Gebäude ist außerdem zu simpel und zu alt, um als Werk der Architektur geschützt zu sein.

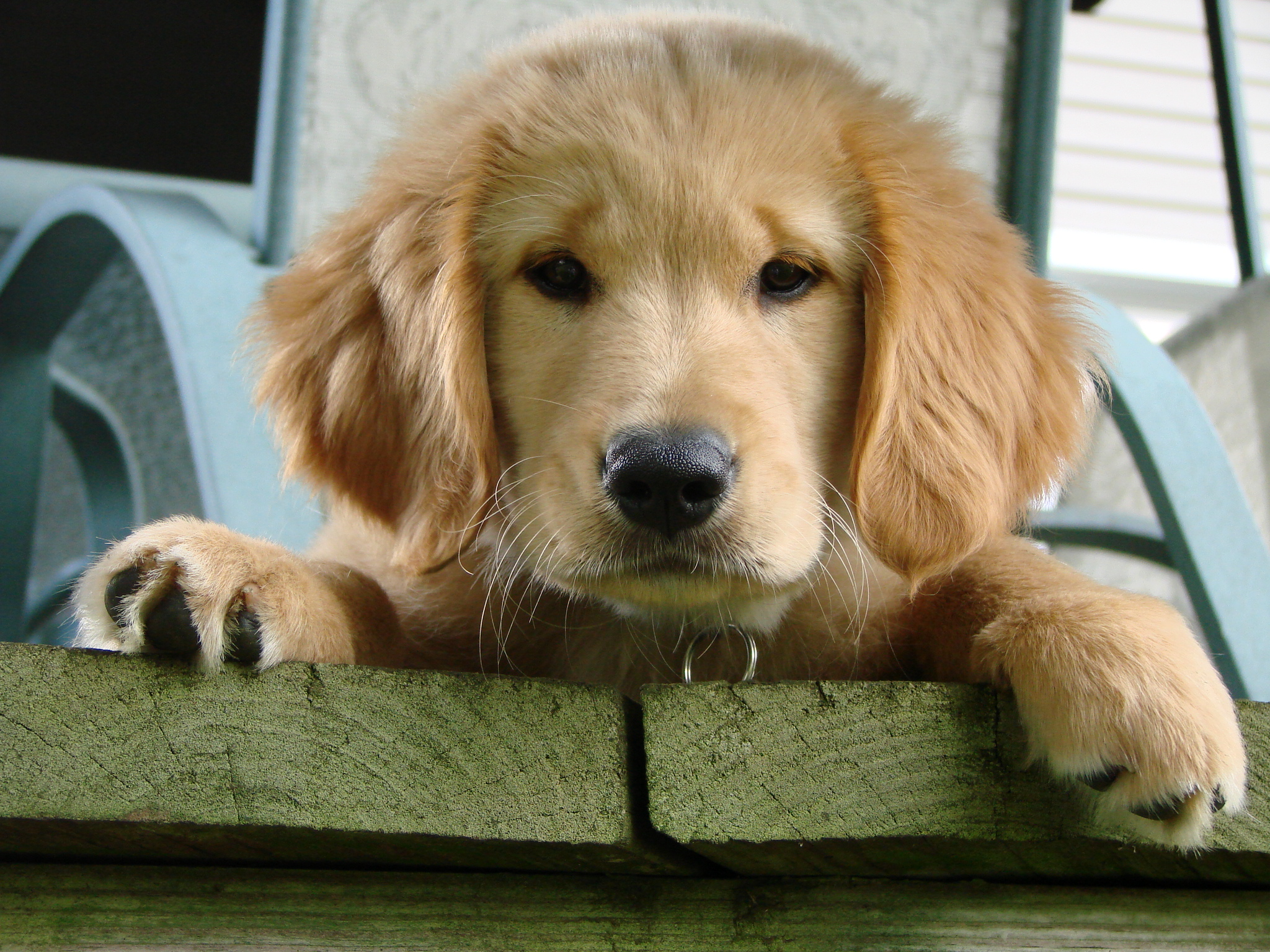
Da Tiere rechtlich wie Dinge behandelt werden (vgl. § 90a BGB), besitzen sie kein Persönlichkeitsrecht, und Abbildungen von Tieren dürfen ohne Zustimmung ihrer Besitzer veröffentlicht werden.

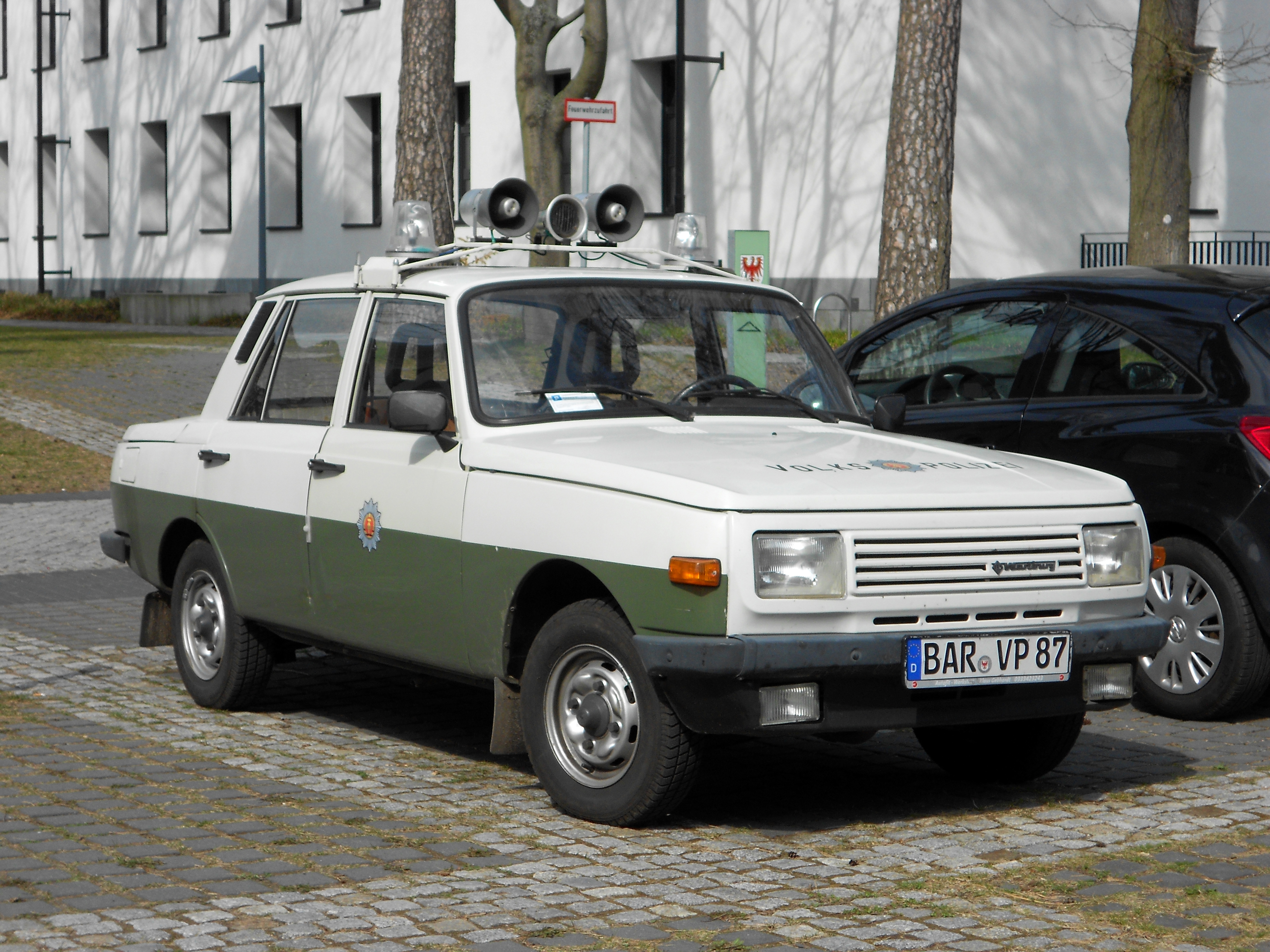
Fotos von Fahrzeugen dürfen auch mit erkennbarem Kennzeichen ohne Einwilligung des Fahrzeugbesitzers veröffentlicht werden, wenn damit keine Verletzung des Rechts auf informationelle Selbstbestimmung des Halters einhergeht.

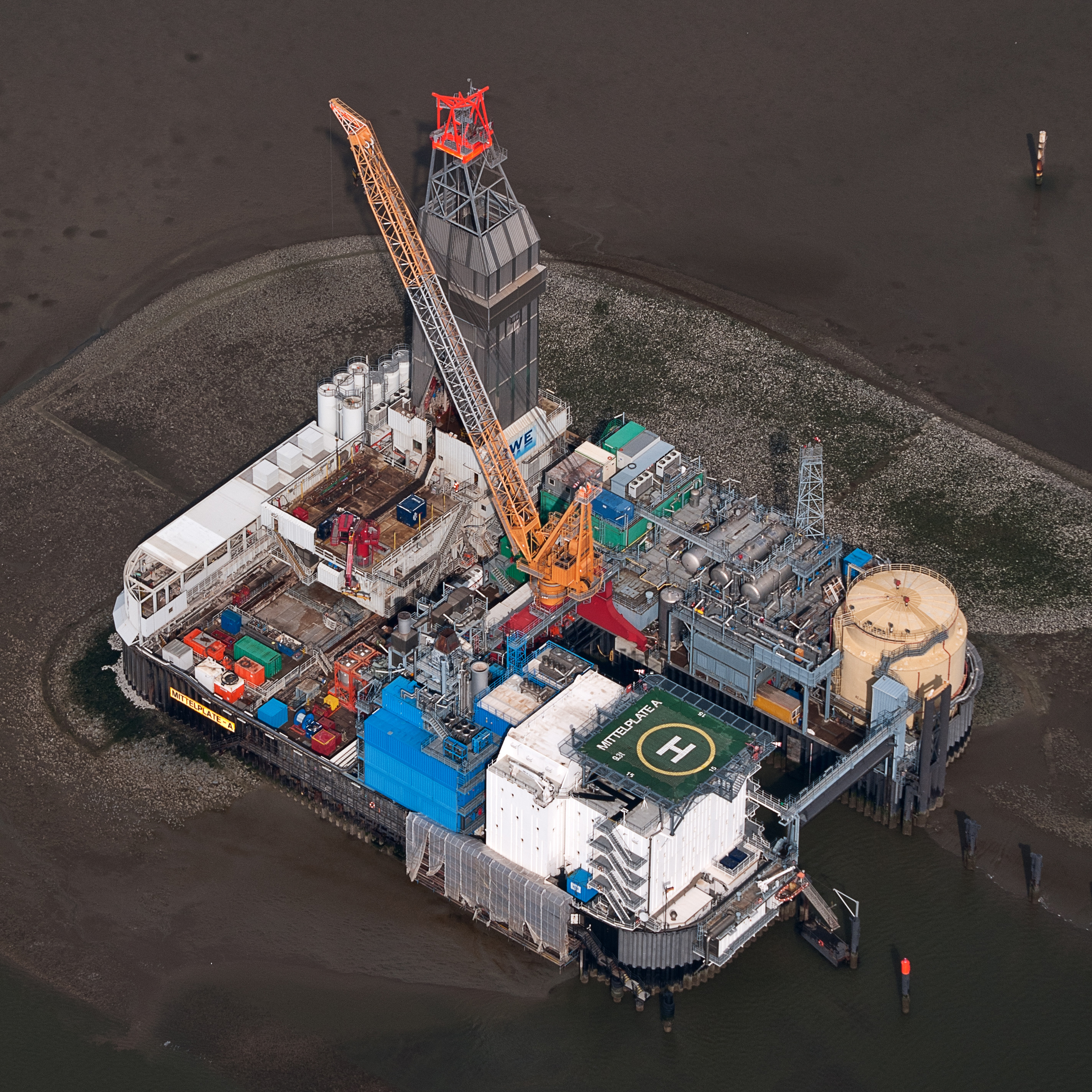
Luftbilder sind gestattet, wenn sie die Privatsphäre von Menschen nicht verletzen (§ 201a StGB) und keine militärischen Anlagen oder Vorgänge zeigen (§ 109g Abs. 2 StGB) Dies gilt in Deutschland seit 1990, in Österreich seit 2004

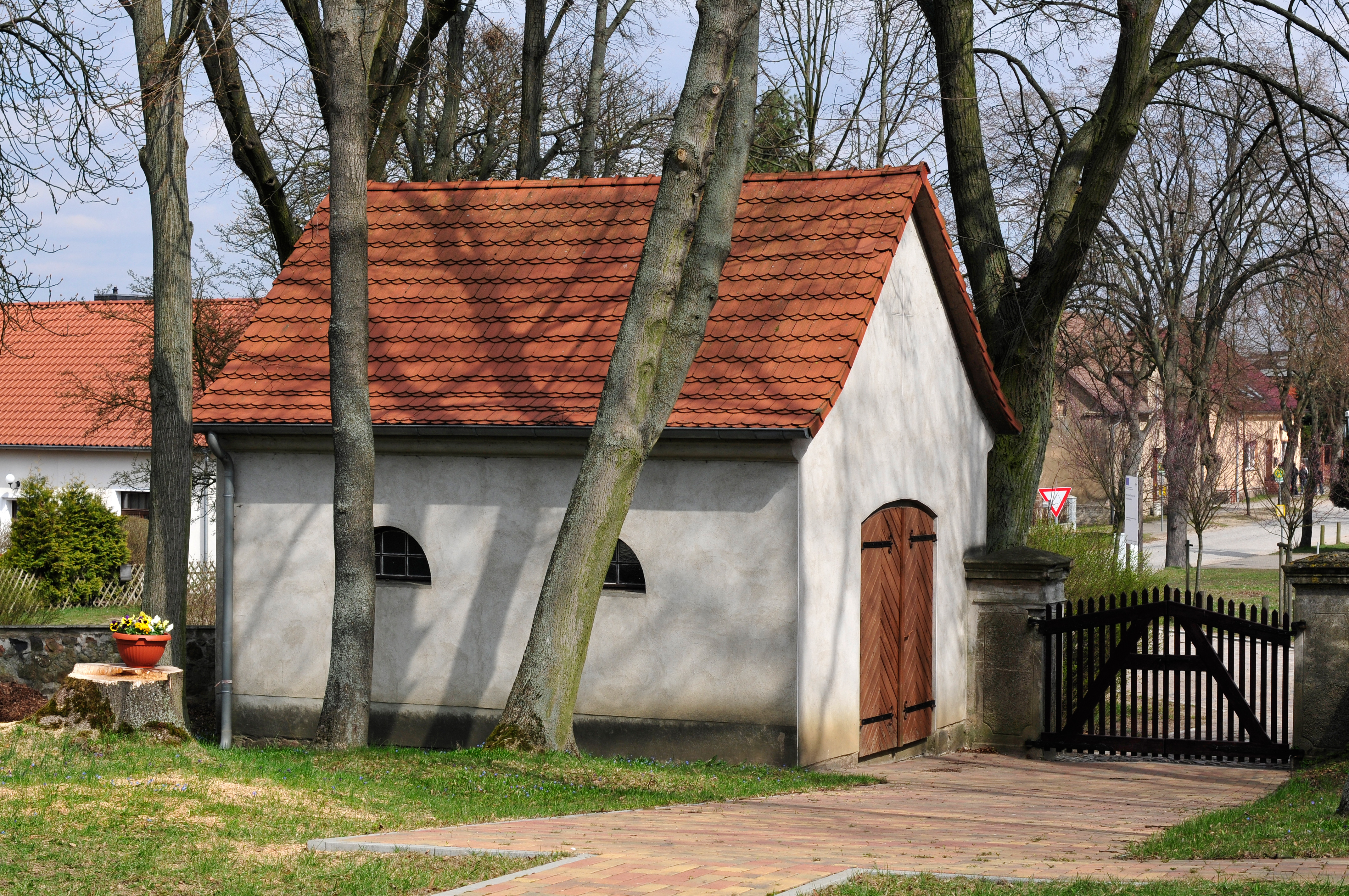
Friedhöfe gelten als öffentlicher Grund, obwohl sie oft abgeschlossen sind

Ein Recht am Bild der eigenen Sache besteht in deutschsprachigen Ländern nicht bzw. nur sehr selten und unter bestimmten Umständen. So begründet allein der Besitz oder das Eigentum an einer Sache noch kein Recht, Dritten die Abbildung dieser Sache durch Fotografie, Malerei usw. untersagen zu können.

## Ursprünge des Begriffs und der Rechtsfigur
In der Literatur wird der Ursprung der Bezeichnung „Recht am Bild der eigenen Sache“ in einer 1975 erschienenen Urteilsanmerkung von Dieter Löhr zur Schloß-Tegel-Entscheidung des Bundesgerichtshofs vermutet. Eine dem möglicherweise vorausgehende Verwendung findet sich in der im selben Jahr erschienenen Zürcher Dissertation Rechtliche Fragen bei der fotografischen Aufnahme von Walter Trachsler, mit der er im April 1974 promoviert wurde. Trachsler diskutiert darin die Zulässigkeit der Bildaufnahmen von Sachen nach dem Zivilgesetzbuch und stellt fest, dass ein „dem Recht am eigenen Bild entsprechendes ‚Recht am Bild der eigenen Sache‘ […] vorläufig nicht“ bestehe. Hierfür verweist er namentlich auf die Leipziger Dissertation von Gustav Friedrich von Buch zum Recht am eigenen Bild (1906), in welcher von Buch in Anknüpfung an Lewinsohn bereits von einem „Recht des Eigentümers an dem Bilde seiner Sachen“ schreibt. Georg Lewinsohn diskutierte zuvor in seiner 1902 veröffentlichten Dissertation ein im Eigentumsrecht enthaltenes „Recht […] auf das Bild der Sache“. Sowohl Lewinsohn als auch von Buch gingen davon aus, dass kein solches Recht existiert.
In die Richtung eines Rechts am Bild der eigenen Sache argumentierte hingegen etwa Otto Bähr, der in einem 1895 veröffentlichten Gutachten an das Reichsjustizamt vorschlug, aus dem Sacheigentum an einer Handschrift oder eines Kunstwerks auch einen Abwehranspruch gegen dessen Abschrift bzw. Abbildung abzuleiten. Die Entscheidung über die Verwertung des enthaltenen geistigen Inhalts sei nämlich – unabhängig vom Urheberrecht des Autors – ein „[dem] Eigentum inhärierendes Recht“. Daher sei ein „dem Schutz des Urheberrechtes analoge[r] Schutz“ des Eigentümers zu befürworten, in dem sich sein Recht, jeden anderen von der Vervielfältigung des Werkes auszuschließen, fortsetze. Lewinsohn will ferner in Hugo Keyßner einen Befürworter eines Rechts am Bild der eigenen Sache gefunden haben.
Karl-Heinz Gursky griff den Begriff des „Rechts am Bild der eigenen Sache“ 1989 unter Berufung auf Löhr in seiner Neukommentierung des Sachenrechts im Staudinger-Gesetzeskommentar zum Bürgerlichen Gesetzbuch (BGB) auf. Nach Kianfar hat sich die Bezeichnung in der Literatur dann aber vor allem „immer stärker“ verbreitet, nachdem sie vom Oberlandesgericht Köln in einer Entscheidung aus dem Jahr 2004 („Wayangfiguren“) verwendet wurde.

## Kunstwerke
Das Eigentum eines urheberrechtlich geschützten Gegenstandes (Gemälde, Skulptur, Bauwerk usw.) schließt keinen Anspruch auf Urheberrechte an diesem Gegenstand ein. Das Urheberrecht verbleibt ausnahmslos beim Schöpfer des Kunstwerkes, der Urheber kann jedoch Dritten vollumfängliche Nutzungsrechte einräumen. Der Eigentümer kann aus urheberrechtlicher Sicht nicht darüber entscheiden, ob von seinem Kunstwerk Fotos veröffentlicht werden. Falls sich der Gegenstand in privaten Räumen (Wohnung, Museum, …) befindet, kann unter Berufung auf Hausrecht das Fotografieren untersagt oder kostenpflichtig gemacht werden.
Behauptet ein Eigentümer, Urheberrechte am fremden Werk zu besitzen, begeht er eine Schutzrechtsberühmung, wenn er nur Eigentümer des Werks, nicht aber Inhaber der Urheberrechte ist. So hat beispielsweise der Eigentümer eines Bildes von Pablo Picasso allein die materiellen Rechte am Gemälde, das heißt, er kann es verkaufen und eng begrenzt im Rahmen des Verkaufs Abbildungen herstellen und verbreiten. Weitere Rechte der Vervielfältigungen liegen jedoch bei den Erben Picassos.
In Deutschland regelt die Panoramafreiheit, dass geschützte Bauwerke, Skulpturen und ähnliche Werke, die sich dauerhaft im öffentlichen Raum befinden, von jedermann fotografiert und die Fotos zu jedem Zweck verwendet werden dürfen. Ein Wesensmerkmal ist dabei die Dauerhaftigkeit. So erstritt der Künstler Christo unter Berufung auf den „zeitlich befristeten Charakter“ des Kunstwerks vor dem Bundesgerichtshof eine entsprechende Unterlassung gegen einen Berliner Postkartenverlag. Dieser hatte Postkarten mit Motiven des verhüllten Reichstags ohne Zustimmung des Künstlers vertrieben.

## Rechtslage in der EU
Europaweit hat die Richtlinie 2001/29/EG des Europäischen Parlaments und des Rates vom 22. Mai 2001 zur Harmonisierung bestimmter Aspekte des Urheberrechts und der verwandten Schutzrechte in der Informationsgesellschaft in Artikel 5 Absatz 3 Buchstabe h für die Mitgliedsstaaten die Möglichkeit geschaffen, in den nationalen Urheberrechtsgesetzen die Abbildung von „Werken der Baukunst oder Plastiken, die dazu angefertigt wurden, sich bleibend an öffentlichen Orten zu befinden“, vergütungsfrei zu gestatten. Aufgrund dieser EU-Richtlinie haben einige Staaten die in ihren Ländern vorher nicht existierende Panoramafreiheit eingeführt.

## Rechtslage in Deutschland
Zu Unrecht wird oft vermutet, dass man das Fotografieren des eigenen Hauses, Autos usw. durch Fremde prinzipiell untersagen könne.
In seiner „Friesenhaus“-Entscheidung von 1989 hat der Bundesgerichtshof (BGH) entschieden, dass es kein Recht am Bild der eigenen Sache gibt, das über die Befugnisse des Eigentümers hinausgeht, anderen den Zugang zu ihr zu verwehren. Sacheigentümer besitzen keinen Abwehranspruch aus § 903, § 1004 BGB, solange keine Verletzung von Persönlichkeitsrechten vorliegt (etwa eine Verletzung des höchstpersönlichen Lebensbereichs durch Bildaufnahmen).
Ein Fotograf, der für sein Foto ein nichtöffentlich zugängliches (Privat-)Grundstück betreten muss, muss für die Verwertung die Einwilligung des Eigentümers bzw. Rechteinhabers einholen. Dies entschied der BGH in seiner „Schloss-Tegel“-Entscheidung von 1974.
Nach deutschem Recht ist es außerdem nicht zulässig, über Mauern zu spähen oder andere Hindernisse zu überwinden oder Hilfsmittel wie Teleobjektive, Leitern oder auch Luftfahrzeuge zu verwenden, um in die geschützte Privatsphäre einer Person einzudringen (BGH, Urteil vom 9. Dezember 2003, Az. VI ZR 373/02, Luftbildaufnahmen vom Ferienhaus). Dies betrifft jedoch nur die Privatsphäre von Personen, nicht die bildliche Darstellung von Gebäuden, Parks usw.
Wie in den Entscheidungen des Oberlandesgericht Brandenburg vom 18. Februar 2010 zur Frage des Fotografierens preußischer Schlösser und Gärten festgestellt, kann „öffentlicher Grund“ dabei auch der eines privaten Grundstücks sein. Das OLG Brandenburg hat darin in Abänderung der Urteile des Landgerichts Potsdam vom 21. November 2008 betont, dass es einen Unterschied mache, ob die zu verwertenden Fotos auf „jederzeit öffentlich zugänglichem Raum“ entstünden oder aber – was dann unzulässig wäre – auf „für die Öffentlichkeit nur beschränkt zugänglichen (Privat-)Grundstücken mit eigenen Hausordnungen und zusätzlichen Hinweisen auf eine Einschränkung oder ein Verbot des Fotografierens, beschränktem Zutritt und/oder Einlasskontrollen“ etc.
In seinen Revisionsurteilen vom 17. Dezember 2010 – Sanssouci I – differenzierte der BGH im Sinne seines „Schloss-Tegel“-Urteils: Selbst wenn das betreffende Privatgrundstück zur bloßen Besichtigung jederzeit unentgeltlich zugänglich sei, kann die gewerbliche Verwertung dabei gemachter Fotos und auch das unentgeltliche Betreten des Grundstücks zu gewerblichen Zwecken, z. B. gewerblichen Film- und Fotoaufnahmen, verwehrt oder von der an ein Entgelt geknüpften Zustimmung des Eigentümers bzw. Rechteinhabers, d. h. der Erteilung einer kostenpflichtigen „Fotoerlaubnis“, abhängig gemacht werden.
Privatgrundstücke mit ihren Gebäuden, Fabrikanlagen, Flugplätze usw. dürfen daher in der Regel ohne vorherige Genehmigung fotografiert und die Bilder auch kommerziell verwendet werden, solange die Aufnahmen von öffentlichem Grund aus erfolgen. Dabei kann öffentlicher Grund auch vorliegen, wenn es sich zwar um ein Privatgrundstück handelt, dieses jedoch jederzeit öffentlich zugänglich ist. Bei urheberrechtlich geschützten Werken der Baukunst gilt die sogenannte Panoramafreiheit des § 59 UrhG, wonach auch in diesen Fällen ein Fotografieren von öffentlichem Grund aus, und die Veröffentlichung solcher Fotografien, erlaubnisfrei zulässig ist; dabei besteht jedoch ein Recht des Architekten auf Namensnennung und Quellenangabe aus den §§ 13 und 62 UrhG und das Änderungs- und Entstellungsverbot nach den §§ 14 und 62 UrhG. Weiter kann die gewerbliche Nutzung der von einem öffentlich zugänglichen Privatgrundstück aus gemachten Aufnahmen an eine (eventuell kostenpflichtige) Fotoerlaubnis geknüpft werden.
Für militärische Objekte und vergleichbare Anlagen bestehen Einschränkungen auf Grund besonderen Rechts (§ 109g Abs. 1 Strafgesetzbuch, § 5 Abs. 2 Schutzbereichgesetz).

## Rechtslage in Österreich

### Befugnisse aus dem Eigentumsrecht
Nach § 354 des Allgemeinen bürgerlichen Gesetzbuchs (ABGB) ist das Eigentum „das Befugniß, mit der Substanz und den Nutzungen einer Sache nach Willkühr zu schalten, und jeden Andern davon auszuschließen“. Fraglich ist, ob auch das bloße Fotografieren bzw. sonstige Abbilden der Sache oder der Gebrauch einer solchen Abbildung „Nutzungen“ der Sache sind. Dann könnte der Eigentümer verlangen, derartige Eingriffe zu unterlassen und/oder die Eigentumsstörung zu beseitigen (also beispielsweise vorhandene Abzüge zu vernichten). Unter bestimmten Voraussetzungen wäre außerdem denkbar, dass er einen bereicherungsrechtlichen Verwendungsanspruch nach § 1041 ABGB gegen den durch die Abbildung Bereicherten hätte, über den er den mit der Abbildung erzielten Ertrag abschöpfen könnte.
Literatur wie Judikatur lehnen derartige Ansprüche aus dem Sacheigentum am abgebildeten Gegenstand allerdings einhellig ab. Dem Grunde nach anerkannt hat der Oberste Gerichtshof (OGH) hingegen Ansprüche des Grundeigentümers aufgrund der Benützung von Fotos, für deren Anfertigung das Grundstück unerlaubt betreten wurde. Im Einzelnen:
(a) Befugnisse aus dem Eigentum am abgebildeten Gegenstand. Erstmals äußerte sich der OGH zu dem Komplex im Jahr 1988 in der Entscheidung Riegersburg. Die Eigentümerin der Burg Hardegg und des Schlosses Riegersburg klagte einen Verlag, der Ansichtskarten mit selbst gefertigten Fotografien der beiden Gebäude vertrieb. Sie begehrte Unterlassung der Herstellung sowie des Vertriebs der Ansichtskarten und machte einen Verwendungsanspruch geltend. Der OGH stellte fest, dass der Eigentümer zwar Dritten das Betreten seines Grundes verbieten dürfe; dass er es aber niemandem verwehren könne, seine Sachen, ohne diese zu betreten, anzusehen, abzuzeichnen oder auch zu fotografieren – hierbei handele es sich nicht um „Nutzungen“ im Sinne des Eigentumsrechts. Auch ein Verwendungsanspruch bestehe nicht, weil der Beklagte gar keine „fremde Sache“ verwendet habe: Der „Anblick“ eines Schlosses oder einer Burg sei noch keine Sache. Sachen seien erst die davon gefertigten Fotografien. Da diese aber nie im Eigentum der Klägerin befindlich waren, könne diese auch keinen Verwendungsanspruch haben. In einem 2013 vom OGH entschiedenen Fall wehrte sich die Fruchtgenussberechtigte der Schlossliegenschaft Schloss Schönbrunn unter anderem gegen die werbliche Nutzung von Abbildungen des Schlosses durch ein Kreditkartenunternehmen. Die Klage war nur auf Lauterkeitsrecht gestützt, dennoch hielt der OGH – obiter – fest, dass ein sachenrechtlicher Anspruch ausscheide, weil das Eigentum „kein Recht auf ausschließliche – auch kommerzielle – Nutzung von Ab- oder Nachbildungen der Sache“ gebe.
(b) Befugnisse aus dem Grundeigentum. Ein etwas anderer Sachverhalt lag einer OGH-Entscheidung aus dem Jahr 2002 zugrunde. Ein Fotograf betrat ein privates Grundstück ohne Erlaubnis des Eigentümers und fotografierte das darauf errichtete Schwimmbad. Die beklagte Bauunternehmerin druckte das Foto anschließend in einem Produktkatalog für Fertigteilhäuser ab. Hier bejahte der OGH im Grundsatz einen Unterlassungsanspruch, denn „[o]hne Einwilligung des Eigentümers ist nicht nur das Betreten der Liegenschaft rechtswidrig, sondern auch jede Nutzung eines dadurch erlangten Vorteils […] Auch die bloße Verwendung eines nur durch eine Eigentumsverletzung erlangten Fotos kann daher zur Unterlassung verpflichten.“ Den Verwendungsanspruch lehnte der OGH (nur) deshalb ab, weil der Beklagten im entschiedenen Fall kein Nutzen aus dem Abdruck der Fotografie entstanden sei. Insoweit rückte der OGH offenbar von seiner Argumentation in der Entscheidung Riegersburg ab, nach der fotografische Aufnahmen generell zu keinem Verwendungsanspruch führen können.
Fraglich ist, was in Fällen gilt, in denen ein Fotograf das Grundstück erlaubterweise betritt, ohne dass eine Regelung über das Fotografieren bzw. die Verwertung der dort erstellten Fotografien getroffen wurde. Nach Ansicht von Walter soll nicht von einem „generellen, ganz allgemein zu unterstellenden ‚Fotografieverbot‘“ auszugehen sein, sodass das Fotografieren und die Benützung der Fotos zulässig wären, soweit nicht entsprechende vertragliche Vereinbarungen – „etwa durch wirksam vereinbarte AGB oder das Anbringen deutlicher Hinweise“ – getroffen wurden.

### Verhältnis zur urheberrechtlichen Panoramafreiheit
Die Frage nach dem Verhältnis zur urheberrechtlichen Panoramafreiheit stellt sich nach österreichischem Recht in besonderem Maße, weil der Anwendungsbereich der Schrankenbestimmung weiter ist als in den meisten anderen Ländern. § 54 Abs 1 Z 5 des Urheberrechtsgesetzes (öUrhG) erlaubt die freie Nutzung – auch zu gewerblichen Zwecken – von Werken der Baukunst sowie anderen Werken der bildenden Künste nach Werkstücken, die dazu angefertigt wurden, sich bleibend an einem öffentlichen Ort zu befinden. Nach der Rechtsprechung des OGH ist insbesondere die Freistellung der Werke der Baukunst äußerst weitreichend: Neben dem Äußeren eines Bauwerkes umfasst sie dessen Innenteile, wie das Treppenhaus, den Hof, die Vorhalle, einzelne Säle und Zimmer, ebenso die Innenarchitektur, wie Möbel oder Raumausstattung, wenn sie Bestandteil des Werkes sind und in dieser Weise abgebildet sind. Zudem muss sich ein Bauwerk nach der Rechtsprechung nicht an einem dem öffentlichen Verkehr dienenden Ort befinden, sondern kann beispielsweise auch in einem unzugänglichen Privatpark liegen.
Vor diesem Hintergrund erscheint mit Blick auf die Rechtsprechung zunächst denkbar, dass eine unerlaubt auf fremdem Grund gefertigte Fotografie einerseits unter die urheberrechtliche Panoramafreiheit fällt, gleichzeitig aber Gegenstand von Unterlassungs- und Bereicherungsansprüchen aus dem Grundstückseigentum ist. Teilweise wird dies auch so vertreten. Brandstätter sieht darin hingegen einen Wertungswiderspruch und argumentiert, dass ein Verwendungsanspruch generell ausscheiden müsse, wenn die Aufnahme von der Panoramafreiheit erfasst ist.

### Kritik an der Rechtsprechung
In der Literatur hat die Rechtsprechung des OGH zum Umfang der Befugnisse des Grundeigentümers Zustimmung, aber auch Kritik erfahren. Höhne bezweifelt, dass es für die vom OGH konstruierten, „quasi-immaterialgüterrechtlichen Ansprüche“ tatsächlich eine Rechtsgrundlage gibt und fragt, ob sich der Anspruch des Grundeigentümers nicht eigentlich auf einen Unterlassungsanspruch hinsichtlich des Fotografierens beschränken müsste. Für Brandstätter streitet insbesondere ein Wertungswiderspruch zum Urheberrecht gegen die Auffassung des OGH.

## Rechtslage in der Schweiz
Als geschützt gelten Aufnahmen von Personen; Gegenstände der Personen sind von der Rechtsprechung nicht erfasst.
Fotos von Fahrzeugen mit erkennbaren Kennzeichen dürfen in der Schweiz nicht ohne Weiteres veröffentlicht werden, da in den meisten Kantonen die Besitzer eines Fahrzeuges auch von Dritten ermittelt werden können. Damit besteht die Möglichkeit unerwünschter Kontaktaufnahme mit dem Besitzer.